# Liste des ports du Maroc
Le littoral du Maroc compte des dizaines de ports répartis sur les 9 régions côtières.
| Symbole            | Signification     |
| ------------------ | ----------------- |
| Port de Fret       | Port de commerce  |
| Port de Pêche      | Port de pêche     |
| Port de passagers  | Port de passagers |
| Port de croisières | Port de croisière |
| Port de Plaisance  | Port de plaisance |
| Port militaire     | Port militaire    |

Au premier trimestre 2025, le volume du trafic commercial des ports marocains a atteint 60,80 millions de tonnes, enregistrant une hausse de 10,2 % par rapport à la même période de l’année précédente, selon la Direction des études et des prévisions financières. Cette progression est principalement attribuée à l’essor du trafic de transbordement, qui représente 49,9 % du volume total. Le développement du trafic d’exportation, d’importation et du cabotage a également contribué à cette dynamique. Parallèlement, le trafic de passagers a connu une hausse de 3,9 %, avec 720 645 voyageurs enregistrés, tandis que l’activité de croisière a bondi de 46,9 %, atteignant un total de 55 668 croisiéristes,.

## L'Oriental

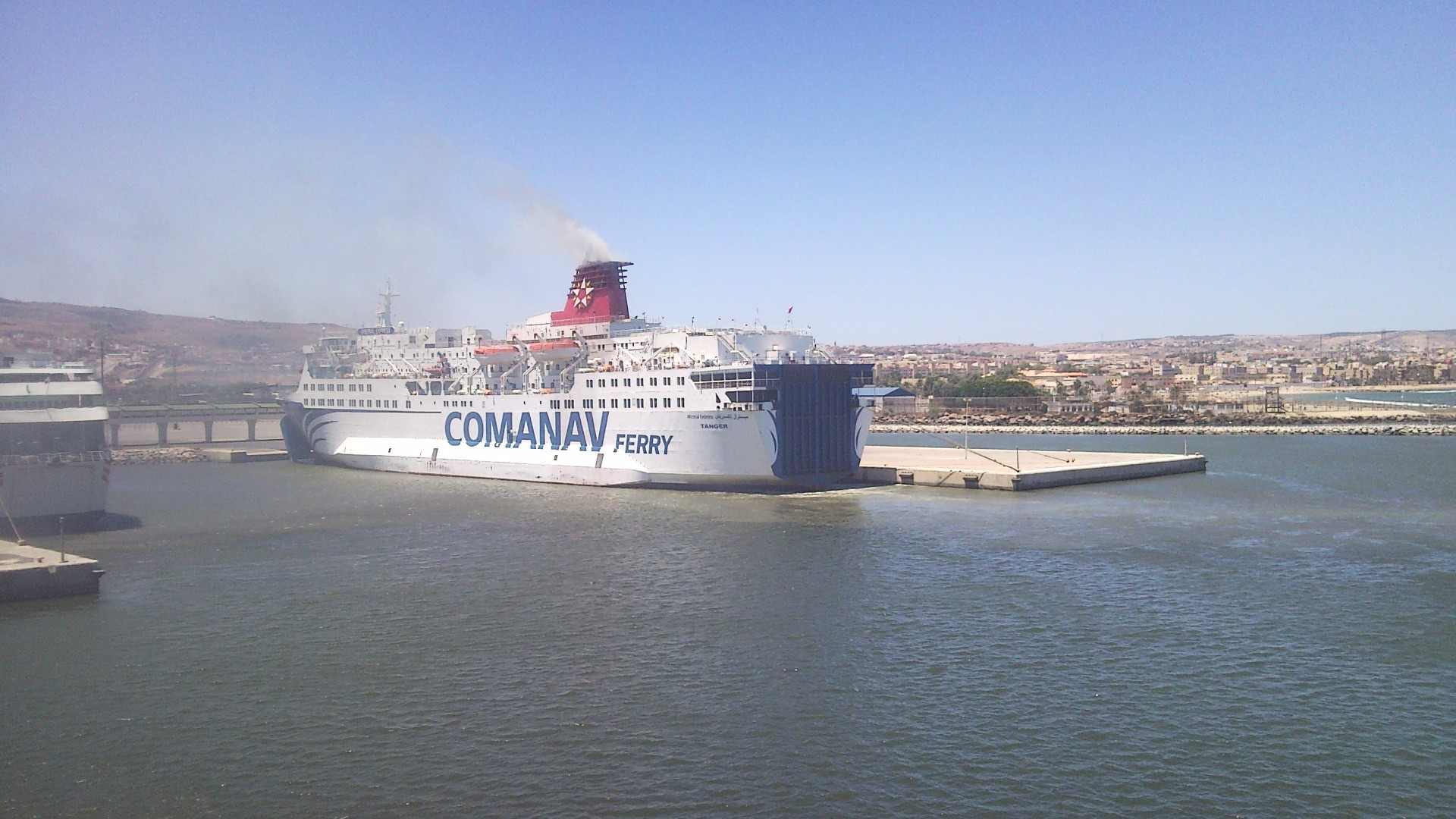
Port de Nador

L'Oriental comprend plusieurs ports.
- Port de Saidia
- Port de Ras Kebdana
- Nador West Med

## Tanger-Tétouan-Al Hoceïma

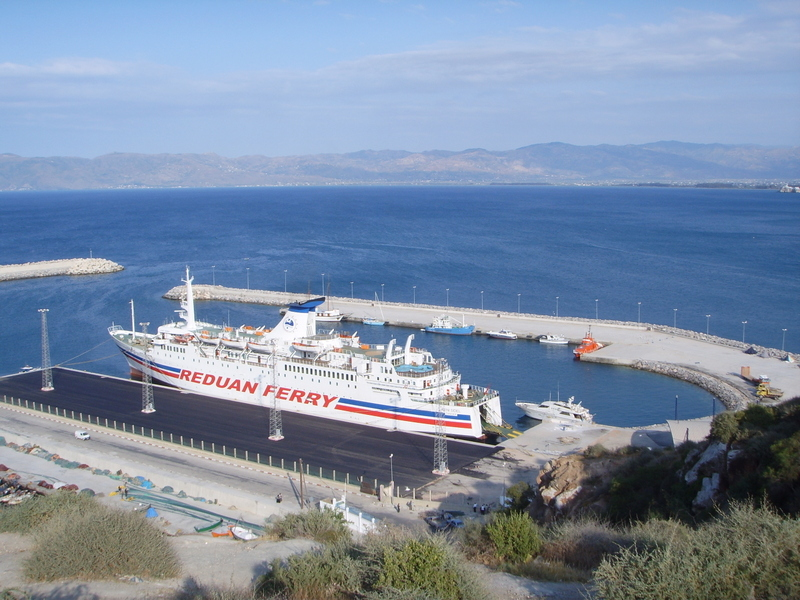
Port d'Al Hoceima

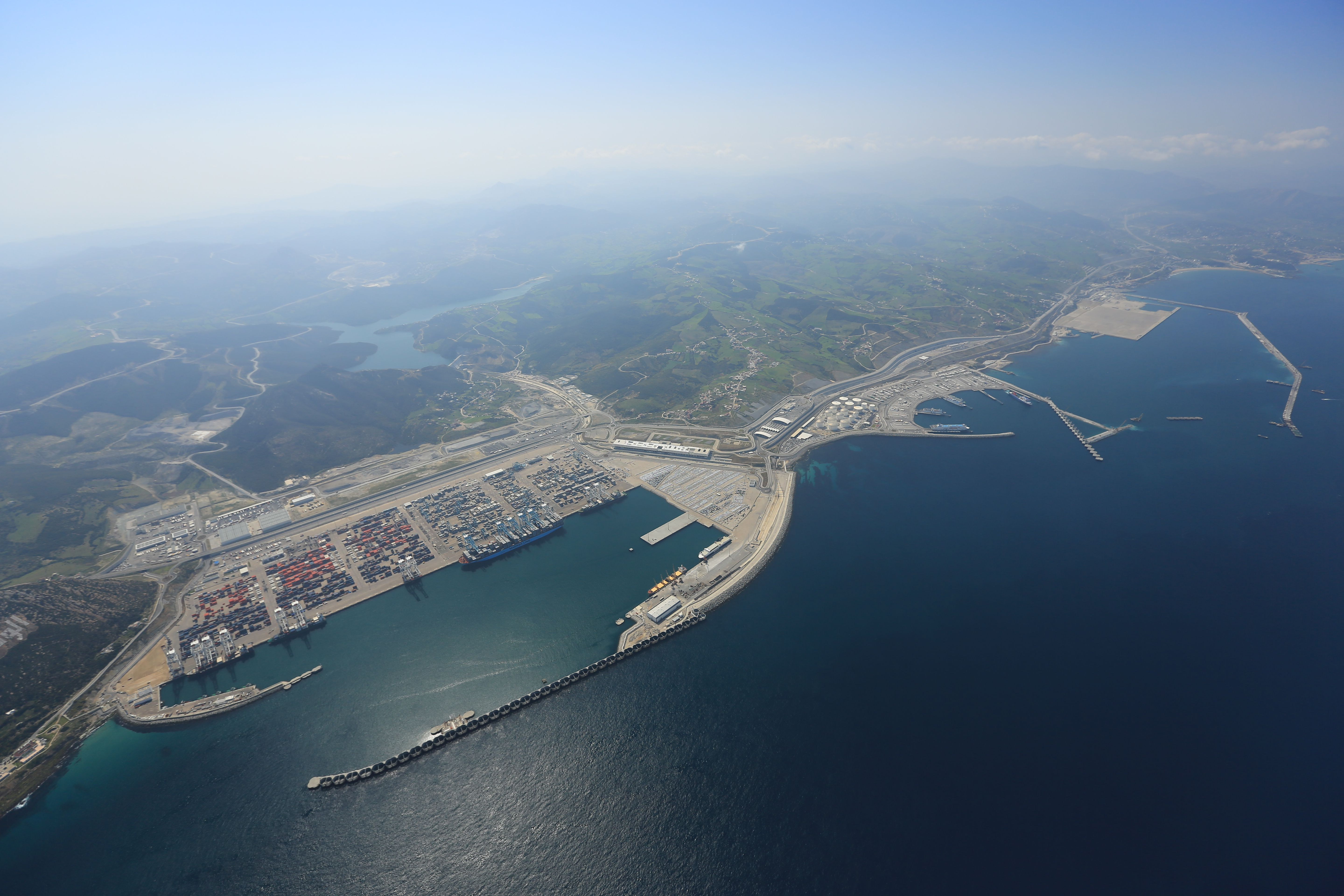
Port de Tanger Med

Tanger-Tétouan-Al Hoceïma comprend plusieurs ports.
- Port d'Al Hoceïma
- Port d'Inouaren
- Port de Cala Iris
- Port d'El Jebha
- Port de Chemaâla
- Port de M'diq
- Port de Kabila
- Port de Marina Smir
- Port de Fnideq
- Port de Dalia
- Port de Tanger Med
- Port de Ksar Sghir
- Port de Tanger Ville
- Port d'Assilah
- Port de Larache

## Rabat-Salé-Kénitra

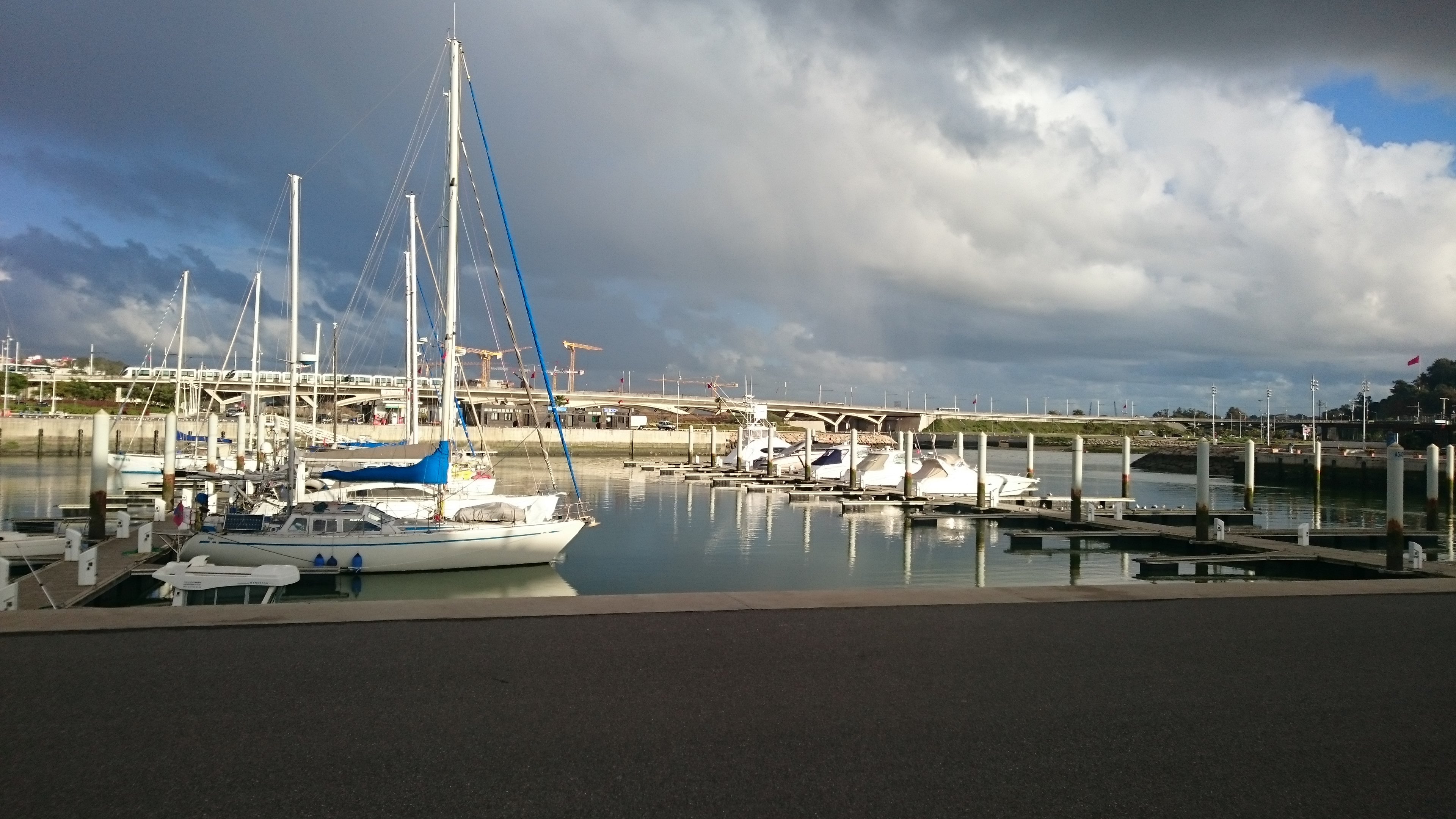
Bouregreg Marina

Rabat-Salé-Kénitra comprend plusieurs ports.
- Port Fluvial de Kénitra
- Port de Mehdia
- Port de Salé
- Bouregreg Marina
- Port de Sable d'Or
- Port de Skhirat

## Casablanca-Settat

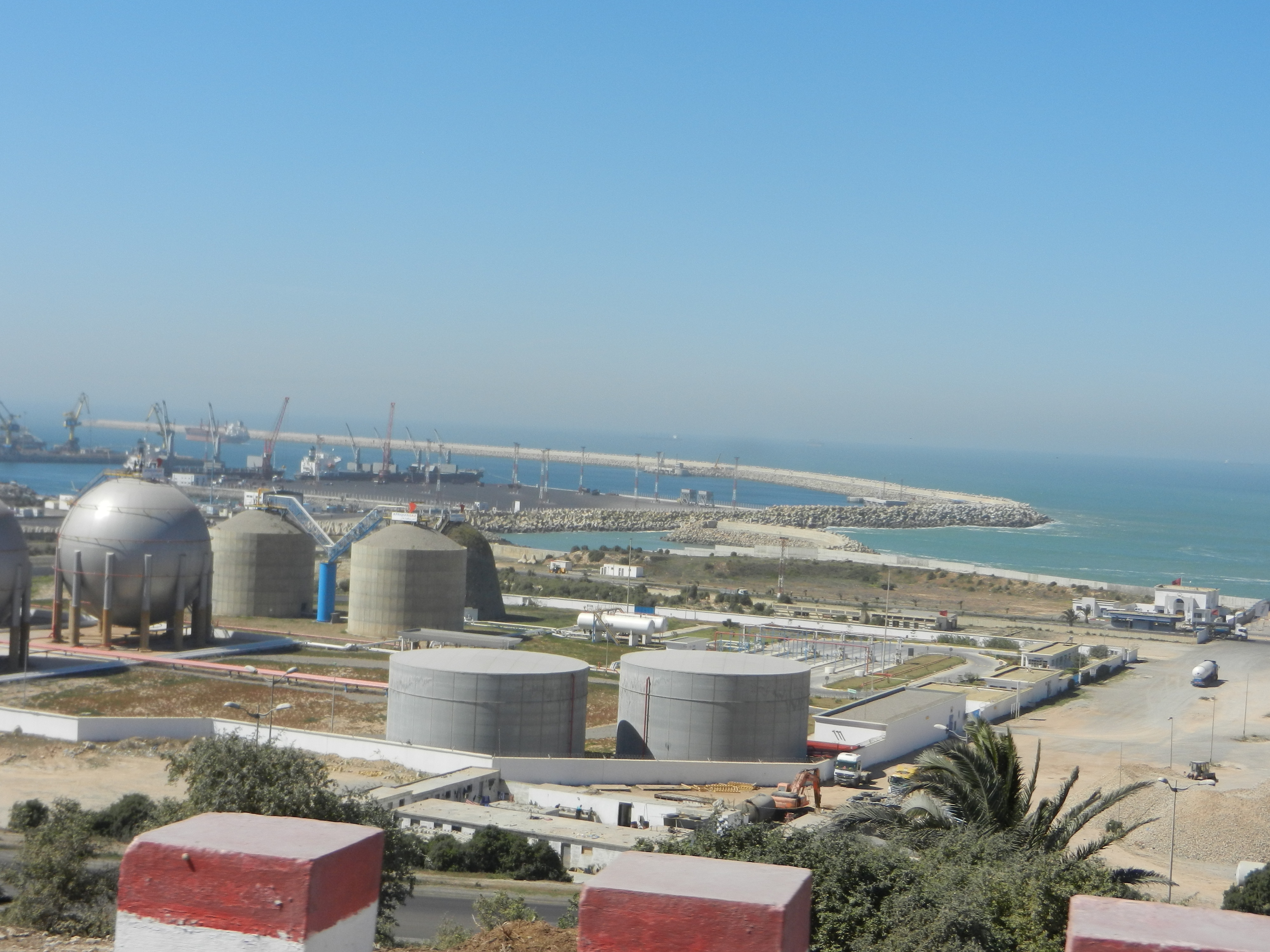
Jorf Lasfar

Casablanca-Settat comprend plusieurs ports.
- Port de Mohammédia
- Port de Casablanca
- Port de Dar Bouazza
- Port d'El Jadida
- Jorf Lasfar

## Marrakech-Safi

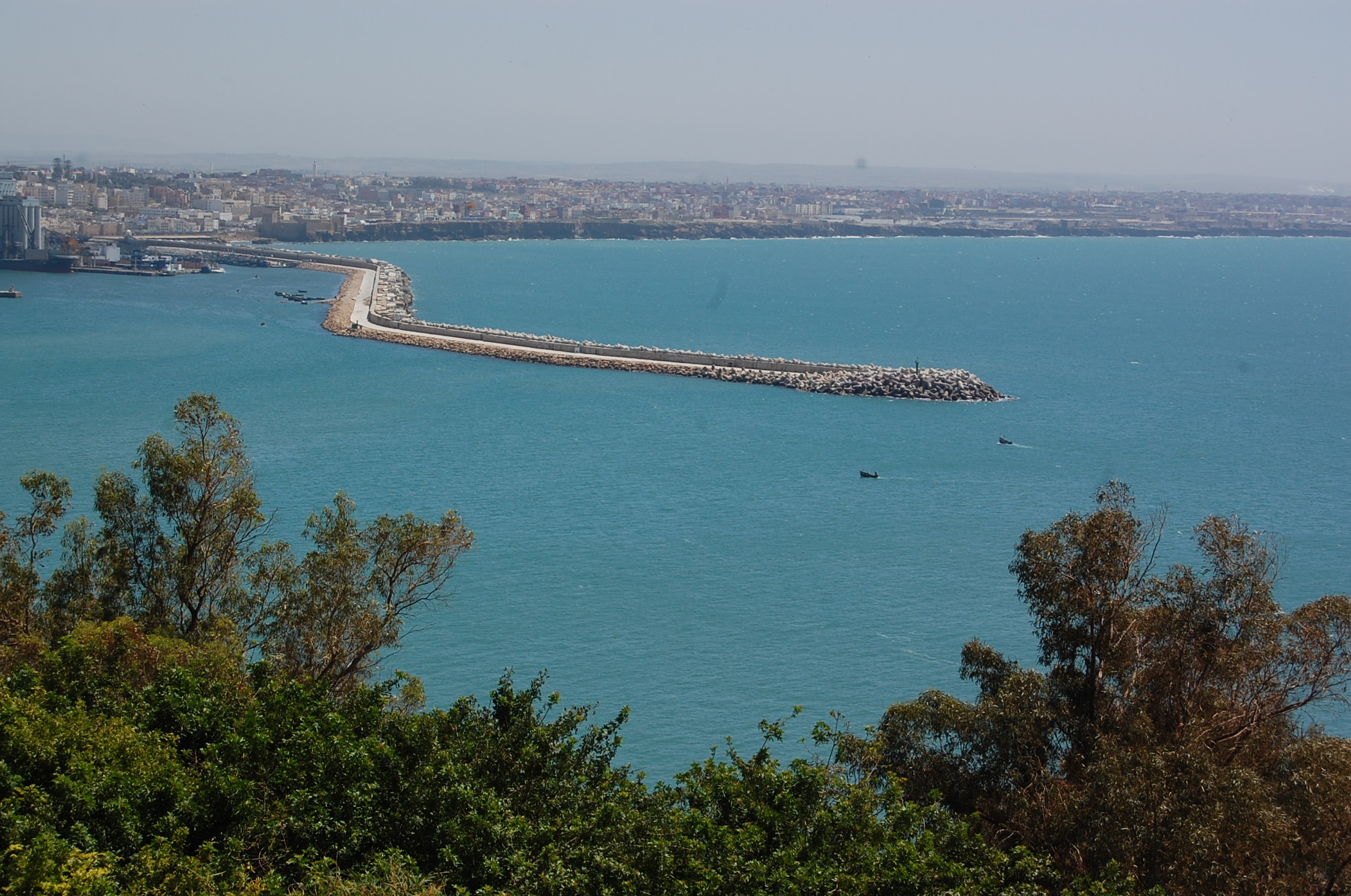
Port de Safi

Marrakech-Safi comprend plusieurs ports.
- Port de Safi
- Port de Souira Guedima
- Port d'Essaouira

## Souss-Massa

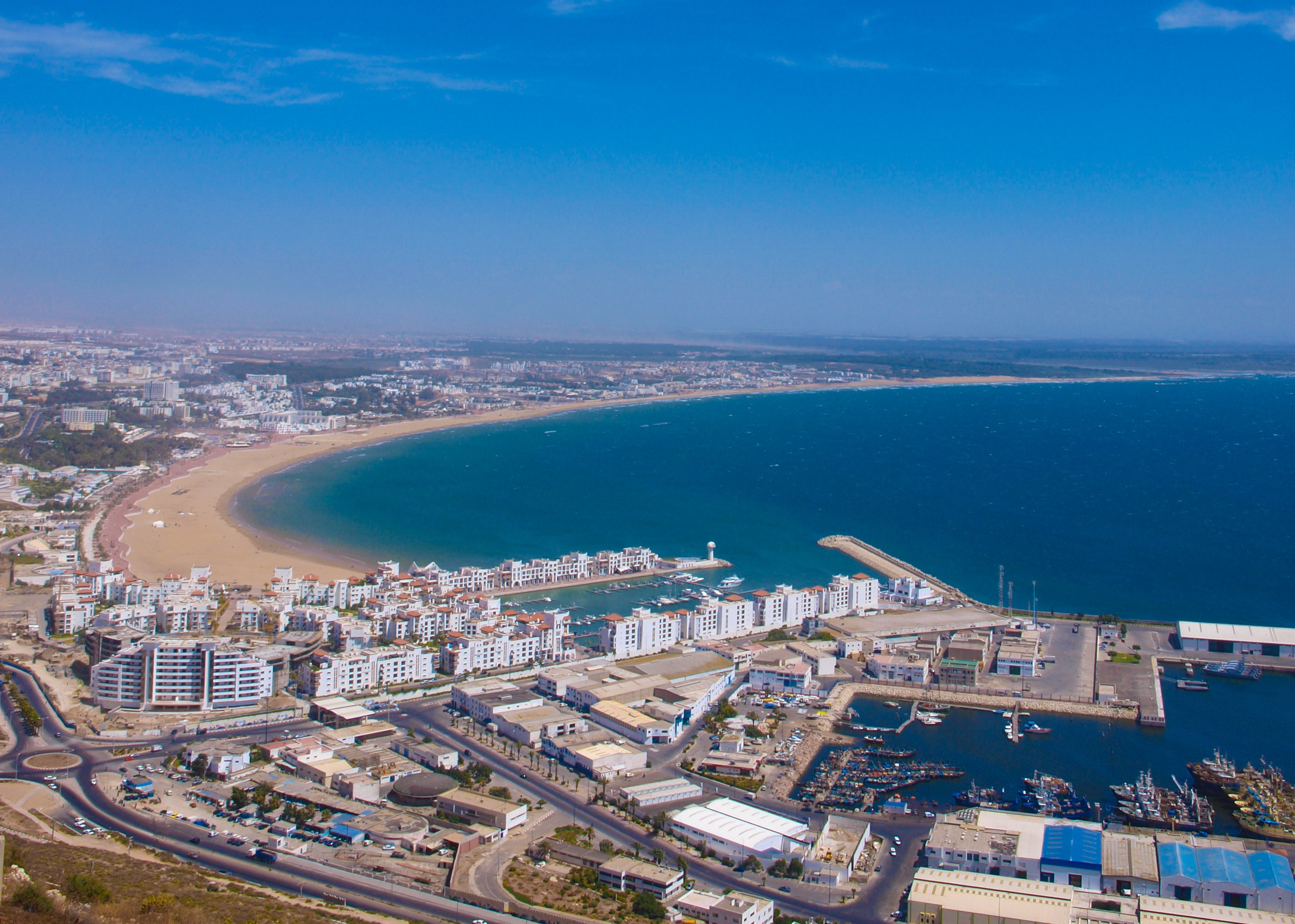
Port et Marina d'Agadir

Souss-Massa comprend plusieurs ports.
- Port de Imsouane
- Port d'Agadir
- Marina d'Agadir

## Guelmim-Oued Noun
Guelmim-Oued Noun comprend plusieurs ports.
- Port de Sidi Ifni
- Port de Tan-Tan

## Laâyoune-Sakia el Hamra

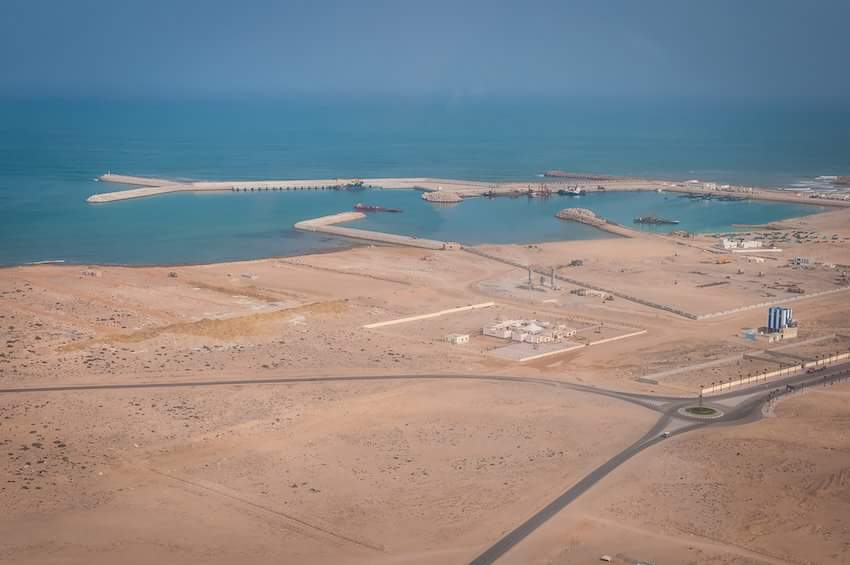
Port de Tarfaya

Laâyoune-Sakia el Hamra comprend plusieurs ports.
- Port de Tarfaya
- Port de Laâyoune
- Port de Boujdour

## Dakhla-Oued Eddahab

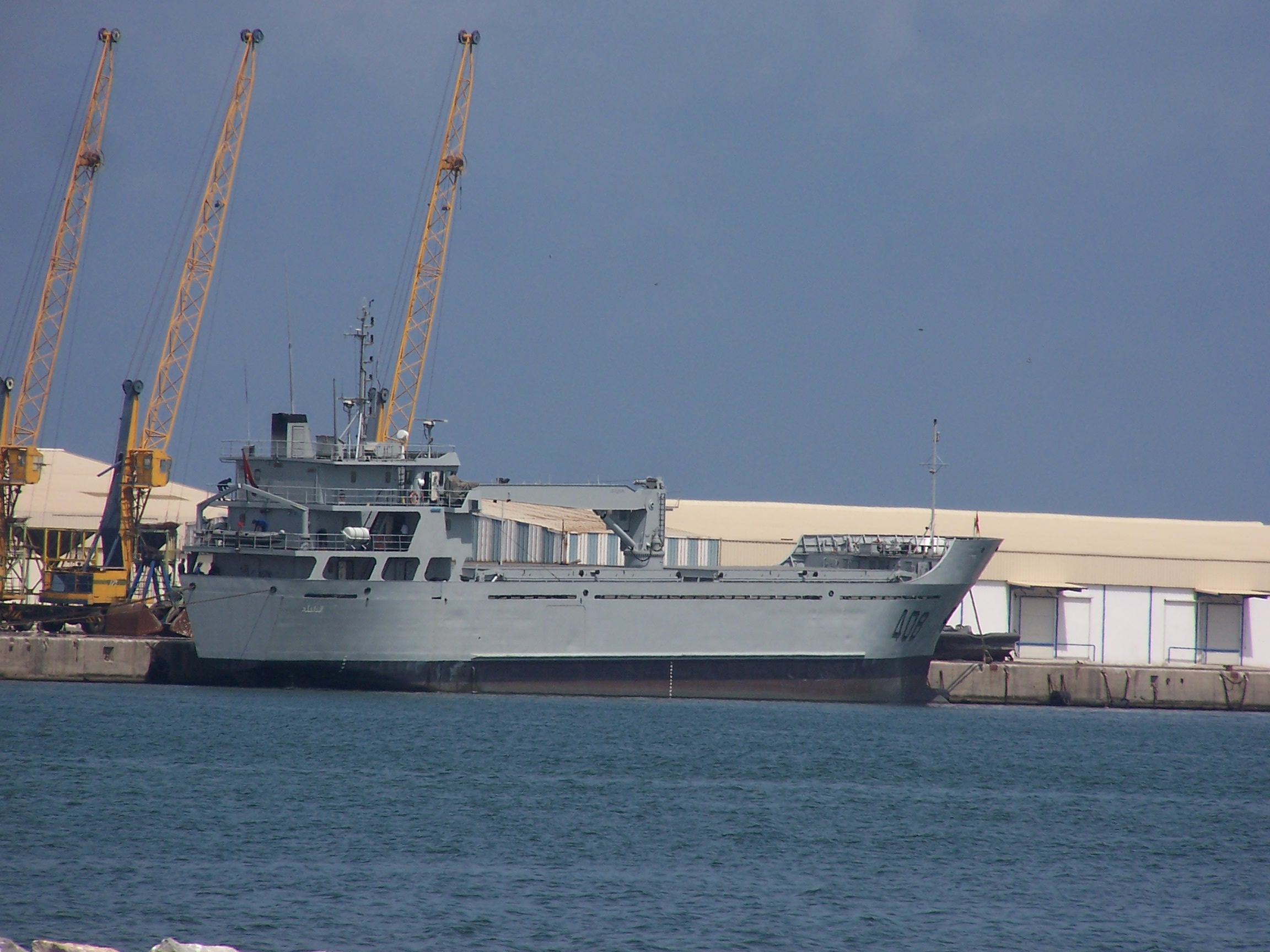
Port de Dakhla

Dakhla-Oued Eddahab comprend plusieurs ports.
- Port de Dakhla